# Legnano
Legnano (dt.: Ligni) ist eine italienische Stadt in Norditalien, nordwestlich von Mailand an der Olona gelegen, mit 60.397 Einwohnern (Stand 31. Dezember 2023).

## Geschichte
Während des Krieges zwischen Ghibellinen und Guelfen im mittelalterlichen Reichsitalien unterlag in der Schlacht von Legnano am 29. Mai 1176 das Heer Kaiser Friedrich I. Barbarossas den Mailänder Truppen. Giuseppe Verdi verarbeitete das Thema in seiner Oper La battaglia di Legnano, die 1849 uraufgeführt wurde.
Während der deutschen Besatzung Italiens 1943 bis 1945 im Rahmen des Zweiten Weltkriegs war Legnano Teil der so genannten Italienischen Sozialrepublik. Die Industrien von Legnano waren für militärische Aufgaben von Bedeutung, da u. a. auch sie dem Deutschen Reich die Fortsetzung des Krieges ermöglichten. Gleichzeitig bildeten sich im Oktober 1943 in Legnano und in den Nachbargemeinden die ersten bewaffneten Trupps der Resistenza. Aus diesen entstanden schließlich katholisch und sozialistisch-kommunistisch orientierte Partisanenbrigaden, welche mit dem Komitee der nationalen Befreiung zusammenarbeiteten. Am 27. April 1945 wurde Legnano endgültig von der faschistischen Herrschaft befreit.

## Wirtschaft
Wichtiger Arbeitgeber ist die Maschinenbauindustrie. Der gleichnamige Fahr- und Rennradhersteller hatte von 1902 bis zum Verkauf 1987 hier seinen Sitz.

## Geografie

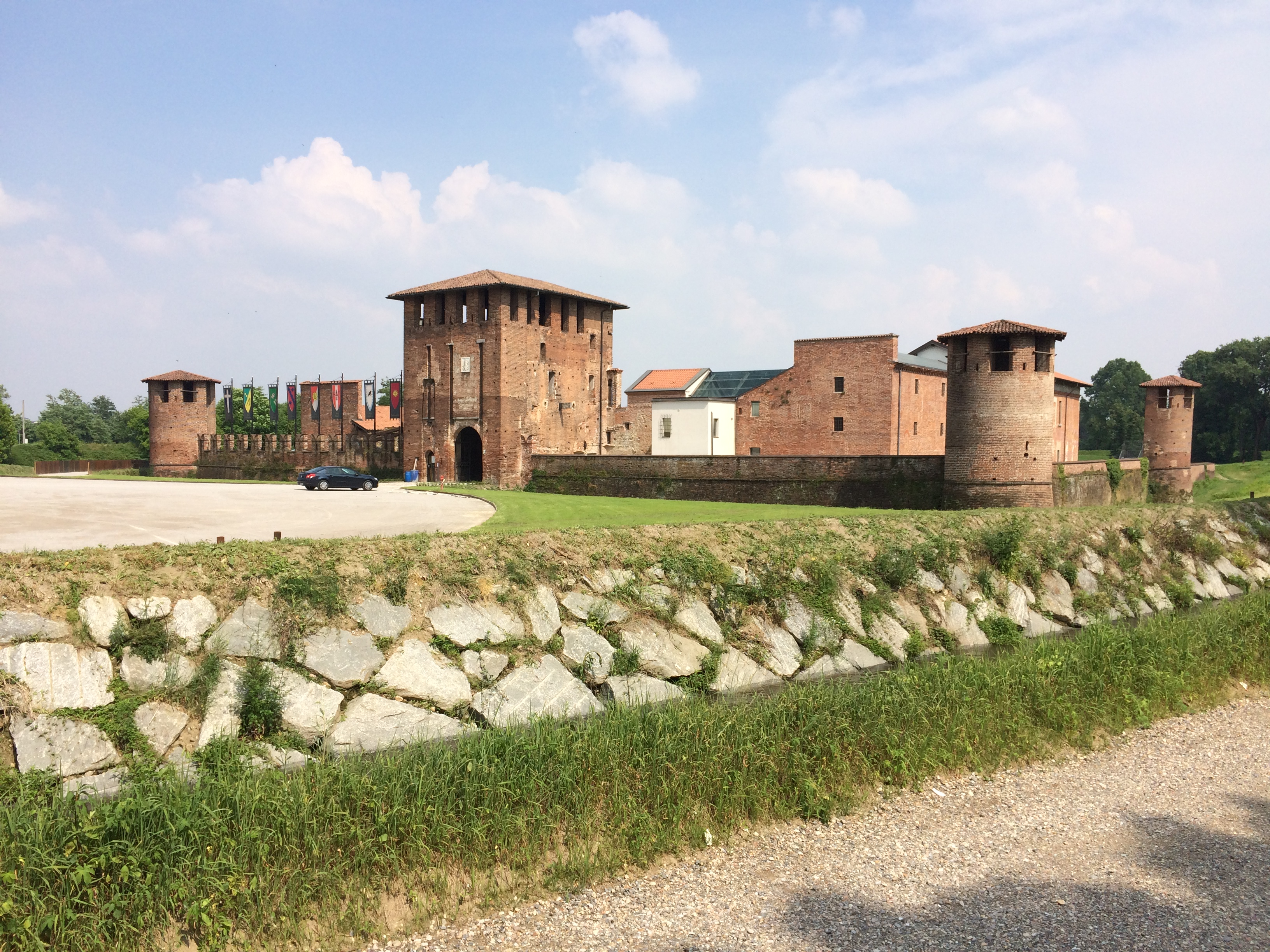
Castello Visconteo

Legnano liegt am Fluss Olona in der Lombardei. Mailand liegt ca. 25 Kilometer südöstlich der Stadt. Weitere größere Städte in der Nähe Legnanos sind Busto Arsizio (ca. 5 Kilometer nordwestlich), Como (ca. 25 Kilometer nordnordöstlich) und Monza (ca. 30 Kilometer östlich).

## Verkehr
Vom Bahnhof Legnano bestehen regelmäßige Zugverbindungen nach Mailand bzw. Varese.

## Städtepartnerschaften
- Aprica, Italien, seit 2008

## Sehenswürdigkeiten

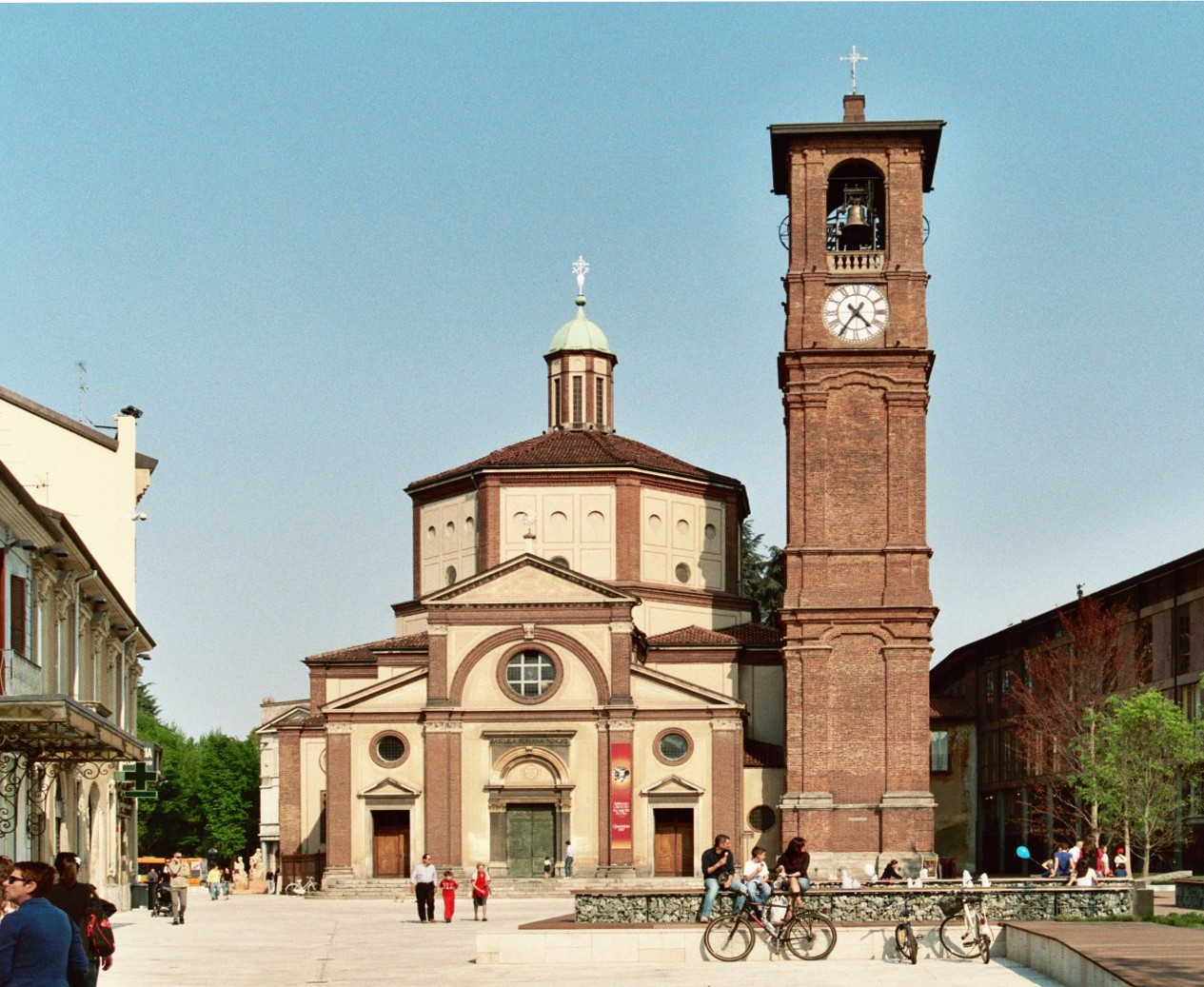
Basilika San Magno

- Castello Visconteo, Burg mit Anfängen im 13. Jahrhundert
- Basilika San Magno, Bramante zugeschriebene Kirche, erbaut Anfang des 16. Jahrhunderts und versehen mit einem Altarbild von Bernardino Luini

## Sport
- Legnano Frogs, mehrfacher italienischer Meister im American Football

## Persönlichkeiten
Söhne und Töchter der Stadt

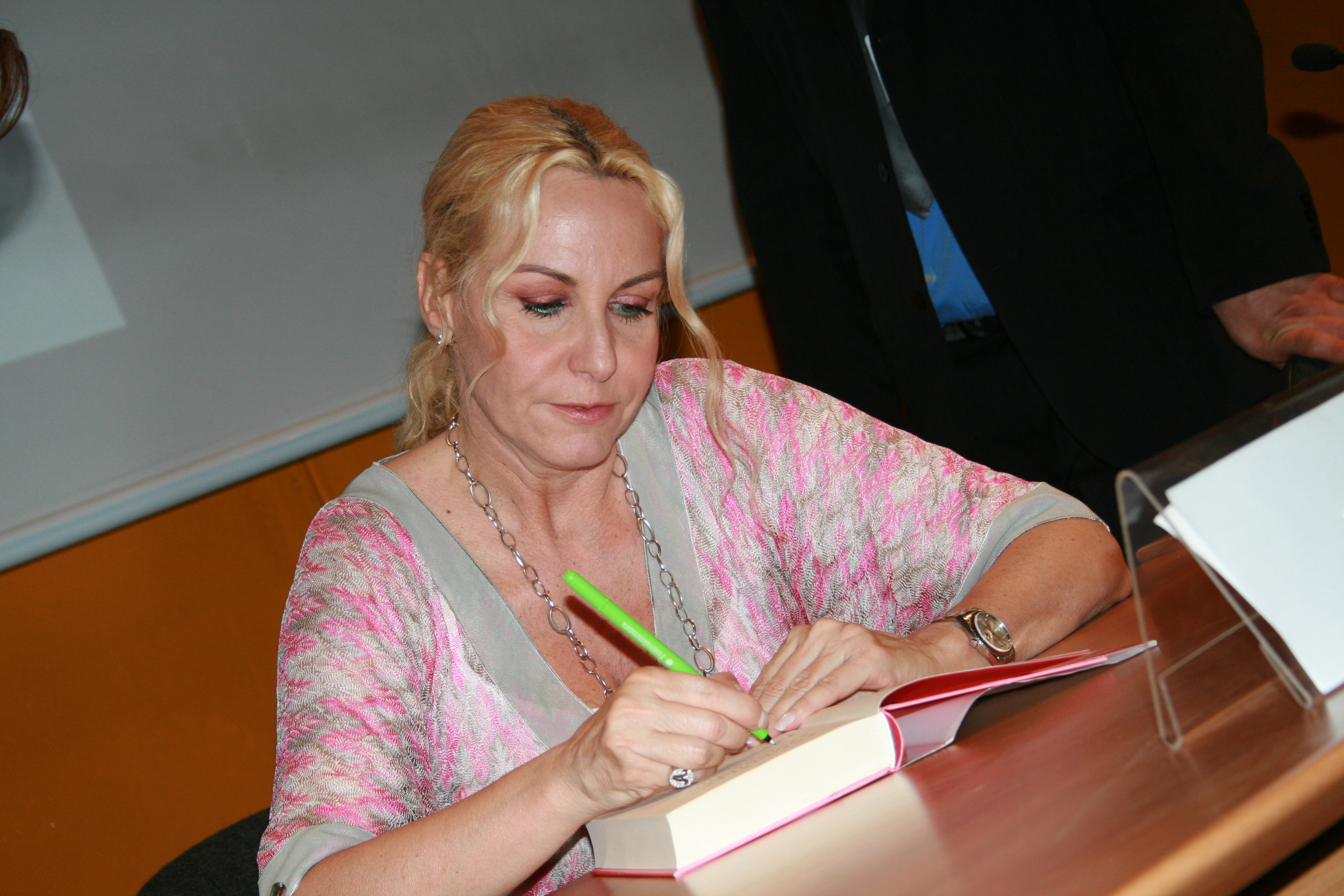
Antonella Clerici

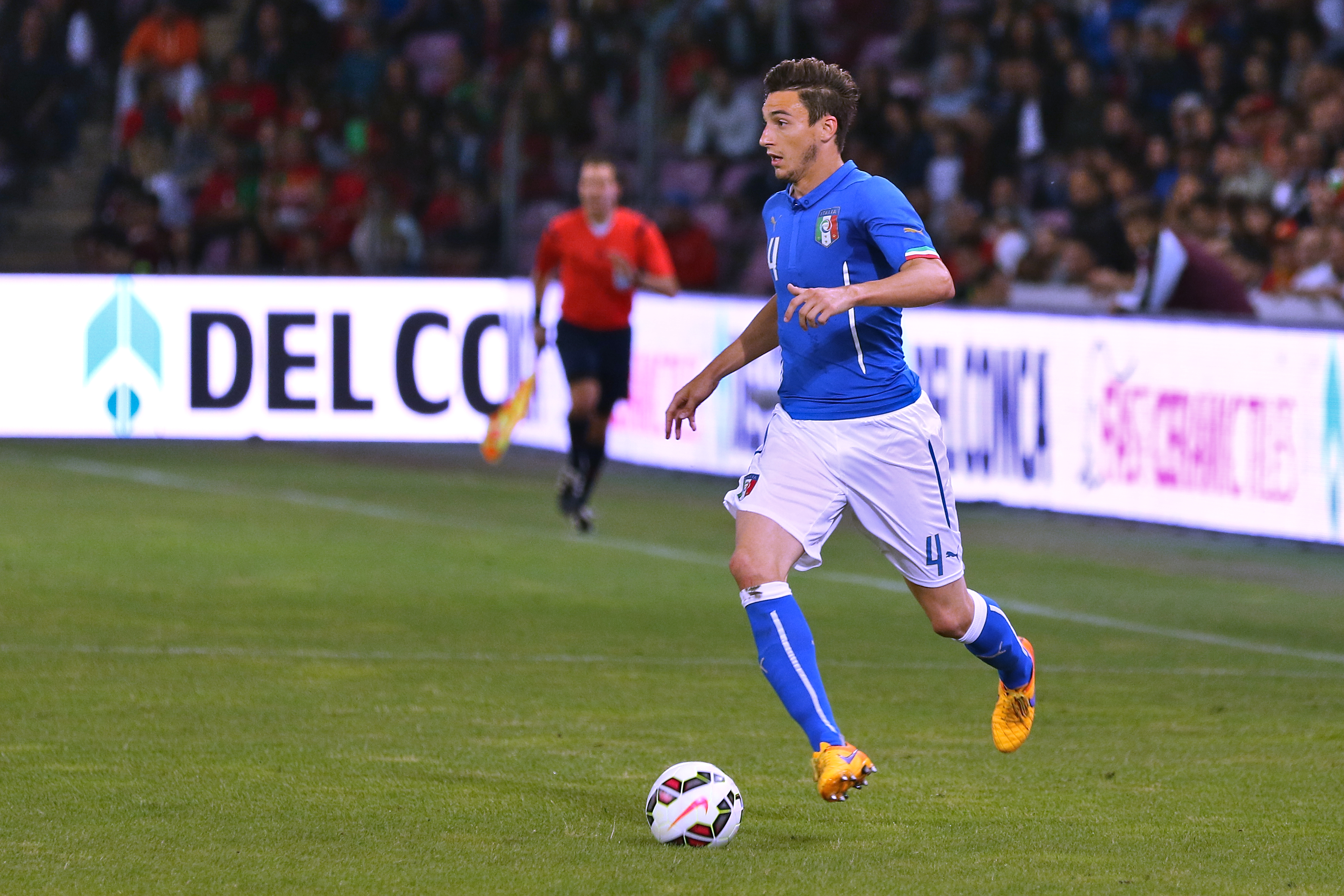
Matteo Darmian

- Giovanni Silva (1882–1957), Astronom
- Alice Boner (1889–1981), schweizerische Bildhauerin, Fotografin und Indologin
- Carlo Venegoni (1902–1983), Politiker[3]
- Gioacchino Colombo (1903–1987), Konstrukteur von Automobilmotoren
- Carla Candiani (1916–2005), Schauspielerin
- Urbain Caffi (1917–1991), italienisch-französischer Radrennfahrer
- Gianfranco Ferré (1944–2007), Modedesigner und Unternehmer
- Antonella Clerici (* 1963), Fernsehjournalistin und -moderatorin
- Marina Massironi (* 1963), Schauspielerin
- Max Pisu (* 1965), Schauspieler und Komiker
- Danilo Goffi (* 1972), Langstreckenläufer
- Alessandro Belometti (* 1973), Endurosportler und Motocrosser
- Matteo Darmian (* 1989), Fußballspieler

Persönlichkeiten, die hier wirkten
- Giacomo Biffi (1928–2015), Kardinal und Erzbischof von Bologna, war von 1960 bis 1975 als Seelsorger in Legnano tätig